# آسائو-کو، کاواساکی
آسائو (به لاتین: Asao-ku) یک منطقهٔ مسکونی در ژاپن است که در کاواساکی، کاناگاوا واقع شده‌است. آسائو ۱۶۷٬۷۹۲ نفر جمعیت دارد.